# Эндрюс, Артур Флеминг
Артур Флеминг Эндрюс (англ. Arthur Fleming Andrews; 1 сентября 1876, Манси, Индиана — 20 марта 1930, Лонг-Бич, Калифорния) — американский трековый велогонщик, серебряный и бронзовый призёр летних Олимпийских игр 1904.
На Играх 1904 в Сент-Луисе Эндрюс соревновался в четырёх гонках из семи. В заезде на 25 миль он стал вторым, а на 5 миль третьим, выиграв в итоге серебряную и бронзовую медали. Кроме этого, на дистанции 0,25 мили он дошёл до полуфинала, а в 0,5 миль — до четвертьфинала.